# Sveti Križ (gmina Budinščina)
Sveti Križ – wieś w Chorwacji, w żupanii krapińsko-zagorskiej, w gminie Budinščina. W 2011 roku liczyła 128 mieszkańców.